# رازبورای دم‌رزی
رازبورای دم‌رُزی (نام علمی: Rasbora dusonensis)، گونه‌ای از پرتوبالگان از جنس رازبورا و بومی جنوب شرق آسیا است.